# Jewhen Past
Jewhen Serhijowycz Past, ukr. Євген Сергійович Паст (ur. 16 marca 1988 w Odessie) – ukraiński piłkarz, grający na pozycji bramkarza.

## Kariera piłkarska

### Kariera klubowa
Wychowanek SDJuSzOR Czornomoreć Odessa. Pierwszy trener Wiktor Holikow. W 2006 rozpoczął karierę piłkarską w drużynie rezerwowej Czornomorca Odessa. 28 lutego 2010 debiutował w Premier-lidze. Po zakończeniu sezonu 2014/15 opuścił odeski klub. We wrześniu 2015 jako wolny agent zasilił skład Zirki Kirowohrad. 5 czerwca 2018 za obopólną zgodą kontrakt został anulowany. 8 czerwca 2018 podpisał kontrakt z Desną Czernihów.

### Kariera reprezentacyjna
24 lutego 2010 został powołany do młodzieżowej reprezentacji Ukrainy, ale na życzenie głównego trenera Czornomorca Andrija Bala zostawił go w klubie.